# Prima battaglia difensiva del Don
Prima battaglia difensiva del Don è la locuzione adottata dalla storiografia italiana per definire i duri e difficili scontri combattuti dalle forze dell'8ª Armata schierate sul fronte del Don in Russia nell'estate 1942 durante la campagna italiana di Russia sul fronte orientale della seconda guerra mondiale. La battaglia ebbe origine dal violento attacco sferrato dalle divisioni sovietiche lungo il corso del Don tenuto dalle truppe italiane aggressori; inizialmente alcuni reparti dell'8ª Armata furono messi in difficoltà e cedettero importanti teste di ponte sulla sponda occidentale del fiume, a Serafimovič e a Verčne Mamon; si verificarono anche cedimenti e fenomeni di panico tra i reparti della 2ª Divisione fanteria "Sforzesca", confermando i timori tedeschi sulla scarsa saldezza delle forze italiane. In un secondo momento, con l'afflusso di unità militari (3ª Divisione Celere "Principe Amedeo Duca d'Aosta", Savoia Cavalleria, Battaglione Monte Cervino, 5ª Divisione fanteria "Cosseria") a copertura della falla e a difesa della 9ª Divisione fanteria "Pasubio" e della 3ª Divisione fanteria "Ravenna", i reparti italiani si batterono bene e riuscirono, pur senza riconquistare tutte le posizioni perdute, a frenare l'avanzata sovietica.
Nell'ambito della prima battaglia del Don avvenne la carica di cavalleria a Isbuscenskij, una delle ultime azioni belliche di questo tipo. La battaglia ebbe importanti conseguenze sul piano strategico: proprio dalle posizioni raggiunte in agosto l'Armata Rossa avrebbe scatenato le sue grandi offensive invernali (operazione Urano e operazione Piccolo Saturno), ottenendo una vittoria decisiva. Inoltre, a causa del cedimento iniziale, si sviluppò un'accesa polemica sulle responsabilità tra i comandi tedeschi e italiani che contribuì a deprimere il morale dei soldati dell'ARMIR e indebolì ulteriormente la reciproca fiducia tra gli alleati principali dell'Asse.

## Operazione Blu
Nell'estate 1942 le potenti forze tedesche nel settore meridionale del fronte orientale, raggruppate nel Gruppo d'armate B del generale Maximilian von Weichs e nel Gruppo d'armate A del feldmaresciallo Wilhelm List, stavano avanzando rapidamente in profondità e, dopo aver superato deboli resistenze delle forze sovietiche, dirigevano contemporaneamente verso i due obiettivi strategici designati da Adolf Hitler nel piano dell'operazione Blu. Mentre le divisioni del feldmaresciallo List avanzavano verso il Caucaso le truppe del generale Weichs, in particolare la 6ª Armata del generale Friedrich Paulus si avvicinavano alla grande ansa del Don per attaccare l'importante città di Stalingrado.
La situazione strategica della Wehrmacht sembrava ottima e l'Armata Rossa apparentemente dava segni di cedimento; in realtà l'avanzata divergente dei due gruppi d'armate tedeschi rischiava di esaurire le risorse logistiche disponibili e stava pericolosamente esponendo il fianco sinistro in continua espansione del Gruppo d'armate B. Questo settore del fronte, agganciato al fiume Don, era esposto a possibili contrattacchi sovietici che potevano mettere in pericolo le comunicazioni delle truppe del generale Paulus. Questo lungo settore del fiume, esteso da Voronež all'ansa del Don doveva essere affidato, secondo la pianificazione tedesca, alle cosiddette armate "satelliti" degli alleati dell'Asse, costituite da formazioni poco mobili, insufficientemente armate e scarsamente addestrate, a cui il comando tedesco intendeva assegnare solo compiti difensivi.
Quindi, mentre la 2ª Armata tedesca si schierava a Voronež per difendere questo bastione settentrionale, la 2ª Armata ungherese prese posizione lungo il Don a sud di questa città, mentre tra Pavlovsk e Serafimovič, sulla sinistra della 6ª Armata tedesca, avrebbe dovuto schierarsi in difesa l'8ª Armata italiana, in fase di faticosa avanzata dal fiume Donec al Don.

## L'8ª Armata sulla linea del Don
Fin dall'estate del 1941 Mussolini aveva ipotizzato un netto potenziamento del contingente italiano sul fronte orientale, importante a suo parere per ragioni di prestigio ma anche per prendere parte all'avanzata nel cuore del territorio russo e nella regione caucasica da cui si poteva sperare di ottenere ricchi quantitativi di materie prime ed approvvigionamenti, utili per potenziare l'apparato militare italiano. Nel gennaio 1942 anche Hitler, inizialmente scettico sulla partecipazione italiana alla campagna all'est, fece pressanti richieste al Duce per ottenere un aumento delle formazioni italiane in Russia, indispensabile per colmare le gravi perdite subite dalle forze tedesche durante la battaglia di Mosca e la dura campagna invernale. 

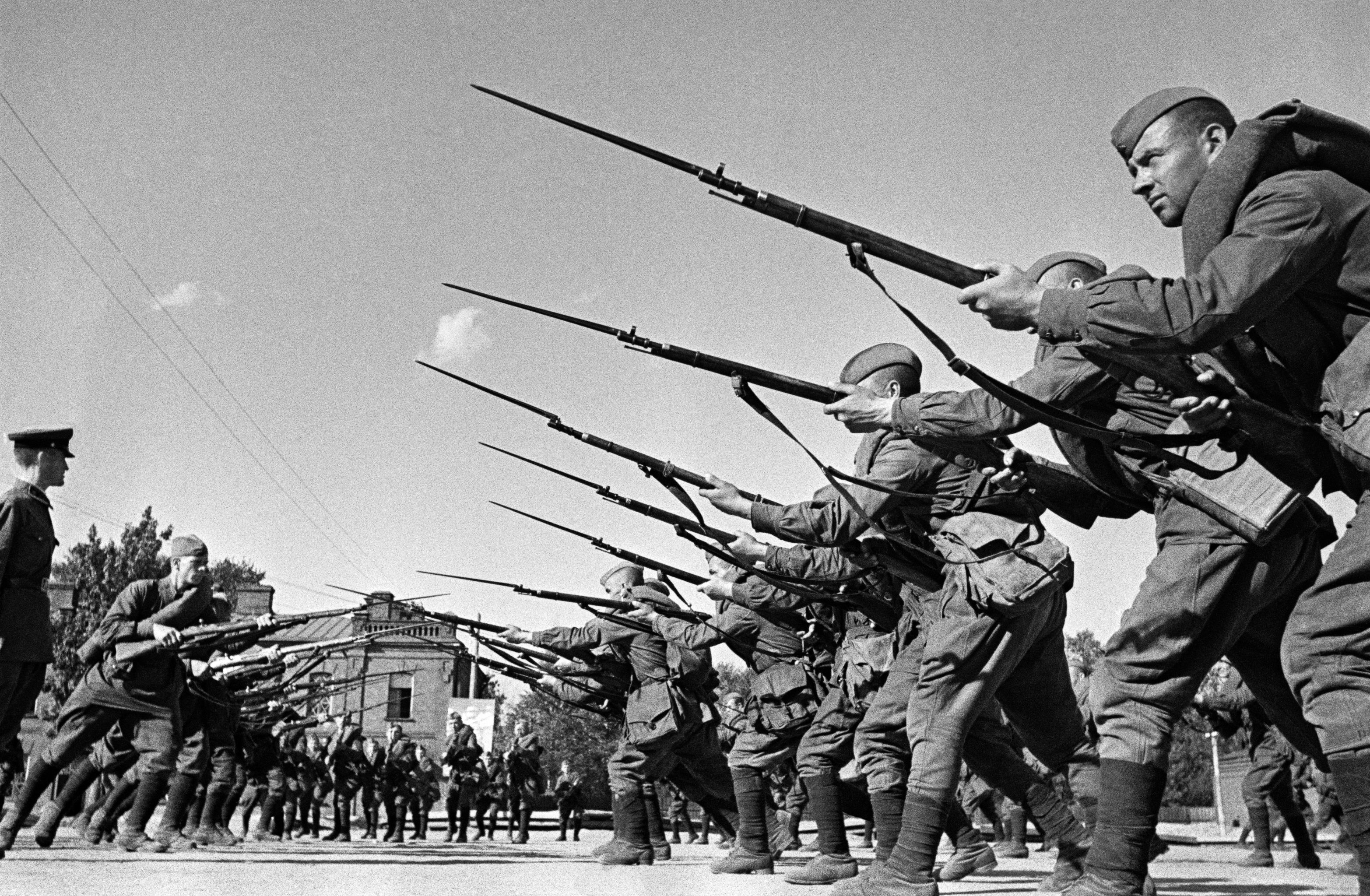
Soldati sovietici in addestramento nell'estate 1942.

Pertanto fin dal 1º maggio 1942 venne costituito il comando dell'8ª Armata, affidato al generale Italo Gariboldi, che avrebbe assorbito le divisioni del CSIR, trasformato in XXXV Corpo d'armata sempre al comando del generale Giovanni Messe, integrate dalle nuove formazioni del 2º Corpo d'armata e del Corpo d'armata alpino. Le forze dell'8ª Armata (note anche come ARMIR) vennero attivate in Russia il 9 luglio 1942, quando già l'operazione Blu era in pieno svolgimento, ed inizialmente vennero frazionate in due gruppi: il II ed il XXXV Corpo d'armata in marcia verso il Don ed il Corpo d'armata alpino a disposizione del Gruppo d'armate A per partecipare all'offensiva nel Caucaso. Di fatto, il 19 agosto, anche il Corpo d'armata alpino venne assegnato al comando del generale Gariboldi, dato che il comandante dell'8ª Armata preferiva mantenere l'unità di tutte le sue formazioni ed anche perché sembrava non necessario l'impiego degli Alpini nel Caucaso di cui era ritenuta imminente la conquista da parte delle eccellenti divisioni da montagna tedesche.
Tra il 13 e il 16 agosto le divisioni dell'8ª Armata presero il controllo della difesa lungo il Don tra Pavlovsk e la confluenza del Khoper. In realtà fin dalla fine di luglio la 3ª Divisione Celere "Principe Amedeo Duca d'Aosta" era stata fatta affluire in prima linea dal comando del Gruppo d'armate B per prendere parte, insieme alla 79ª Divisione fanteria tedesca, inquadrata nel 17º Corpo d'armata della 6ª Armata, all'attacco per cercare di distruggere la pericolosa testa di ponte sovietica a sud del Don di Serafimovič. La divisione italiana, rinforzata da un reggimento tedesco, prese parte a duri e prolungati combattimenti che si protrassero fino alla metà di agosto: la testa di ponte sovietica, dopo fasi alterne di attacchi e contrattacchi, venne ridotta ma non completamente conquistata e le forze sovietiche mantennero alcune posizioni a sud del fiume. La 3ª Divisione Celere, che si batté coraggiosamente, subì pesanti perdite (oltre 1 700 morti e feriti) e venne quindi ritirata il 15 agosto dalla prima linea, dove venne schierata la Divisione "Sforzesca", per un periodo di riposo e riorganizzazione nelle retrovie.

## La battaglia

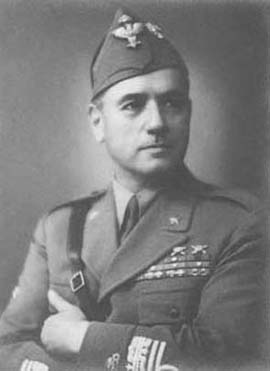
Il generale Giovanni Messe, comandante del XXXV Corpo d'armata nella Prima battaglia del Don.

Mentre l'8ª Armata assumeva il suo schieramento difensivo lungo il Don la 6ª Armata tedesca riprese con successo la sua offensiva in direzione di Stalingrado e durante la prima metà del mese di agosto 1942 superò l'ostinata resistenza della 62ª e 64ª Armate sovietiche e raggiunse in forze l'ansa del Don, costituendo teste di ponte per marciare verso il Volga. La situazione dell'Armata Rossa sembrava veramente critica e peggiorò ulteriormente nei giorni seguenti: il 23 agosto le unità corazzate tedesche avanzarono direttamente fino al Volga che raggiunsero a nord di Stalingrado, di cui sembrava imminente la rapida conquista. Mentre la 6ª Armata otteneva questi spettacolari successi e si inoltrava sempre più verso est, Stalin e l'alto comando sovietico tuttavia non avevano rinunciato a resistere ed anche a contrattaccare proprio lungo la linea del Don, difesa dalle armate alleate, per minacciare le comunicazioni dei tedeschi e rallentarne l'avanzata.
Dal 13 al 18 agosto le armate del Fronte di Voronež (generale Nikolaj Vatutin)  e quelle del Fronte di Stalingrado (generale Andrej Erëmenko) sferrarono una serie di forti attacchi che misero in difficoltà le difese dell'Asse; i sovietici non riuscirono ad effettuare sfondamenti strategici ma con i loro dispendiosi contrattacchi guadagnarono preziose teste di ponte a sud del Don. Nel settore ungherese la 40ª Armata sovietica riuscì a costituire una posizione ad ovest del fiume a Korotojak (da cui sarebbe poi partita nel gennaio 1943 la travolgente offensiva Ostrogorzk-Rossoš), mentre più a sud, alla destra degli italiani, la 1ª Armata della Guardia attaccò il 17º Corpo d'armata tedesco ed attraversò il Don a Kremenskaja, ottenendo una seconda testa di ponte. Infine il 20 agosto, mentre i panzer marciavano verso il Volga, venne attaccato anche il XXXV Corpo d'armata italiano del generale Giovanni Messe da parte delle divisioni della 63ª Armata e della 21ª Armata del Fronte di Stalingrado (guidate dal vice-comandante del fronte, generale Gordov).
Il settore della linea del Don attaccato dai sovietici era difesa da pochi giorni dalla Divisione "Sforzesca" che, non avendo avuto tempo sufficiente per organizzare un efficace sistema difensivo ed essendo inesperta del fronte orientale, era particolarmente vulnerabile e presidiava le posizioni a ovest di Serafimovič con solo due reggimenti di fanteria. L'attacco della 63ª Armata sovietica, sferrato principalmente dalle unità della 197ª Divisione fucilieri, dopo aver attraversato il Don, mise quindi in difficoltà le difese italiane. In particolare il 54º reggimento fanteria, schierato sul fianco destro nel settore di Bobrovski già in parte occupato dai sovietici, mostrò segni di cedimento e dovette arretrare. Il 21 e il 22 agosto l'offensiva sovietica si estese sul fianco sinistro, difeso dal 53º reggimento; i reparti della Sforzesca furono costretti a ripiegare su una linee più arretrata incentrata sui due capisaldi di Jagodnij e Čebotarevskij per sbarrare le vie di accesso attraverso le valli dei fiumi Krisaja e Zuzkan che avrebbero potuto permettere al nemico uno sfondamento in profondità. Il ripiegamento si svolse nella confusione e ci furono fenomeni di panico; in particolare i battaglioni del 54º reggimento si disgregarono, e solo i resti disorganizzati raggiunsero le nuove posizioni intorno a Ceboratevskij.
Il comando dell'8ª Armata dovette intervenire per evitare un crollo e sostenere il XXXV Corpo d'armata; quindi la Divisione Celere, pur esausta dalle precedenti operazioni, dovette nuovamente affluire in prima linea, insieme al Battaglione Alpini Sciatori "Monte Cervino", alla Legione croata ed al 179º Reggimento granatieri tedesco, inviato dal 17º Corpo d'armata per rinforzare la 9ª Divisione fanteria "Pasubio", a sua volta attaccata sulla sinistra della Sforzesca. Il 23 agosto, giorno dell'arrivo dei panzer del generale Hans-Valentin Hube alla periferia settentrionale di Stalingrado, il generale Messe organizzò un contrattacco per coprire il ripiegamento della Sforzesca e contenere l'avanzata sovietica; i tentativi dei reparti della Divisione Celere e del reggimento tedesco non ebbero successo, mentre le coraggiose cariche dei reggimenti di cavalleria italiani, in particolare l'azione del Savoia Cavalleria a Isbuscenskij, ottennero almeno il risultato di disorganizzare alcuni battaglioni di fucilieri sovietici e rallentare la concentrazione nemica nella testa di ponte di Serafimovič.

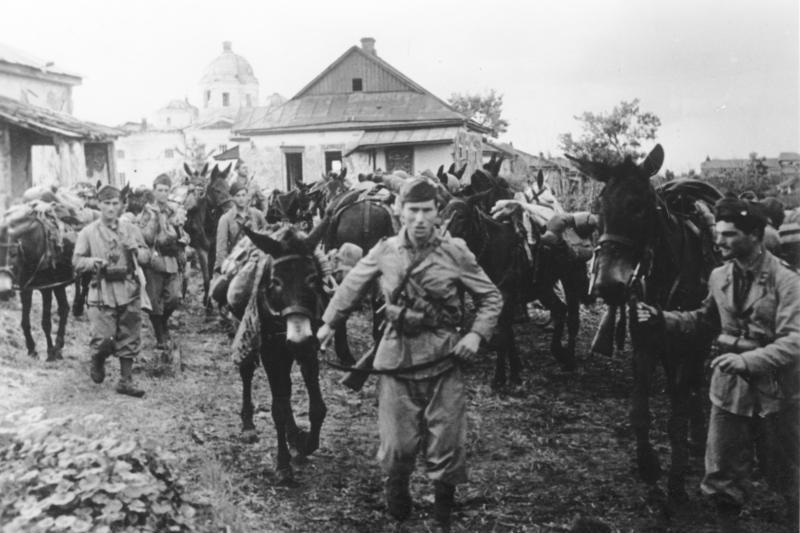
Reparti italiani sul fronte orientale.

Il 24 agosto le due armate sovietiche del Fronte di Stalingrado ripresero gli attacchi in forze soprattutto sul fianco sinistro del precario schieramento italiano; tre divisioni di fucilieri respinsero il 3º Reggimento bersaglieri della Divisione Celere, si avvicinarono al caposaldo di Jagodnij e conquistarono Cebotarevskij, sloggiando i resti del 54º reggimento e di un raggruppamento di Camicie nere. Il 25 e il 26 agosto la situazione italiana sembrò aggravarsi ancora: i sovietici avevano ora interrotto le comunicazioni tra il XXXV Corpo d'armata ed il 17º Corpo d'armata tedesco e, attaccando lungo il fiume Krisaja, minacciavano anche Jagodnij. Inoltre, nella notte del 25 agosto il Comando del Gruppo d'armate B, preoccupato dalla situazione e dalle notizie del cedimento italiano, decise di affidare la direzione delle operazioni al generale Hollidt, comandante del 17º Corpo, a cui vennero sottoposte anche le divisioni del XXXV Corpo d'armata italiano. Questa decisione sollevò immediatamente le proteste del generale Messe e venne ritirata dopo 48 ore, dopo molte polemiche e recriminazioni tra le due parti. Nel frattempo l'afflusso di nuove riserve (un battaglione bersaglieri ed un reggimento di alpini della 2ª Divisione alpina "Tridentina") permise alle forze italiane di evitare un disastro strategico.
Il nuovo attacco in forze sovietico, guidato dalla 14ª Divisione fucilieri della Guardia e dalla 203ª Divisione fucilieri, sferrato lungo la valle del Krisaja, ottenne qualche successo iniziale provocando grande allarme nei comandi, ma l'arrivo di nuovi reparti della Divisione Celere, l'intervento dei reggimenti di cavalleria e la resistenza dei capisaldi di Jagodnij e Gorbatovskij permise infine di stabilizzare la situazione sulla linea Bolšoj-Jagodnij. I sovietici la sera del 26 agosto interruppero gli attacchi e si schierarono sulle importanti posizioni tattiche raggiunte a sud del Don.
Di fronte alla precarietà della situazione tattica nella testa di ponte di Serafimovič, il comando del Gruppo d'armate B decise di sferrare il 1º settembre in direzione di Kotovskij, un contrattacco combinato di formazioni tedesche e dei battaglioni alpini "Vestone" e "Valchiese", sostenuti da due plotoni di carri L6. L'attacco condotto con scarsa coordinazione, nel complesso fu un fallimento e i sovietici (quattro divisioni di fucilieri) mantennero le loro preziose posizioni nella testa di ponte che era stata notevolmente ampliata tra Jagodnij e Bolšoj.
Mentre si combatteva accanitamente ad ovest di Serafimovič, il 22 ed il 23 agosto altri reparti sovietici avevano attaccato anche la 3ª Divisione fanteria "Ravenna", schierata più a nord lungo il medio Don: la divisione perse terreno ed il nemico poté costituire una nuova testa di ponte a Osetrovka, nella pericolosa ansa di Verčne Mamon. Nonostante nuovi attacchi, i sovietici non poterono proseguire oltre grazie anche all'intervento a sostegno della Ravenna di reparti della vicina Divisione Cosseria, ma l'importante posizione raggiunta a sud del fiume avrebbe permesso in dicembre di sferrare con totale successo l'operazione Piccolo Saturno che avrebbe determinato la disfatta dell'8ª Armata.

## Polemiche e conseguenze
La Prima battaglia difensiva del Don si concluse quindi con la perdita di posizioni sulla riva occidentale del fiume e costò dure perdite ai reparti coinvolti: il XXXV Corpo d'armata ebbe oltre 800 morti, 3 900 feriti e 1 700 dispersi, mentre il II Corpo d'armata registrò 72 morti e 300 feriti. Tuttavia anche le divisioni di fucilieri sovietiche, impegnate con scarso sostegno di artiglieria e carri armati, subirono pesanti perdite e furono costrette ad interrompere gli attacchi senza aver ottenuto un successo strategico. Nel complesso, tuttavia, queste operazioni evidenziarono la precarietà delle posizioni italiane sul fiume e la loro vulnerabilità ad attacchi in forze, convincendo l'Armata Rossa a pianificare operazioni più importanti proprio contro i fianchi, difesi dai reparti "satelliti", delle forze tedesche impegnate a Stalingrado.
Inoltre la battaglia provocò una seria crisi nei rapporti tra italiani e tedeschi a causa della grave sconfitta iniziale della Sforzesca e dei fenomeni di disgregazione di alcuni reparti di questa divisione. I comandi della Wehrmacht, scettici (come lo stesso Hitler) sulle capacità del comando e delle truppe italiane, ritennero indispensabile fare intervenire proprie strutture di comando per salvare la situazione, senza preoccuparsi delle reazioni dei generali italiani. Ne scaturì una significativa perdita della fiducia reciproca e della "fraternità d'armi" tra le Potenze dell'Asse. Inoltre, il generale Messe, profondamente irritato dal comportamento tedesco ed anche a causa di contrasti con il generale Gariboldi, chiese ed ottenne il richiamo in patria e lasciò quindi il comando del XXXV Corpo d'armata. Il comando tedesco cercò di appianare i contrasti ma, preoccupato per il settore del Don, inviò come ufficiale di collegamento tedesco presso l'8ª Armata il generale Kurt von Tippelskirch con pieni poteri di supervisione e controllo, accentuando il risentimento dei generali italiani.
A metà ottobre le divisioni italiane schierate nella testa di ponte di Serafimovič vennero trasferite più a nord e lasciarono il settore alle forze rumene in arrivo. Il 19 novembre proprio dal settore della testa di ponte conquistato dai sovietici nel corso della Prima battaglia difensiva del Don sarebbe iniziata la travolgente operazione Urano che avrebbe sbaragliato le difese rumene e innescato la sequenza di eventi conclusasi con la disfatta totale dell'Asse a Stalingrado e in tutta la regione meridionale del fronte orientale. E un mese dopo l'Armata rossa sfondò il fronte difensivo italiano proprio in corrispondenza della testa di ponte presso l'ansa di Verčne Mamon presidiata dalla divisione Ravenna.